# 杨秀琼

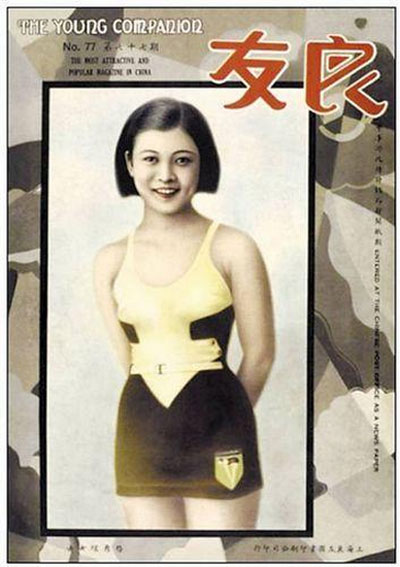
《良友画报》第77期封面上的杨秀琼（1933年）

楊秀瓊（英語：Yeung Sau-King，又名 Yvonne Tan、Yang Xiuqiong、Yang Hsiu-chiung；1919年4月25日—1982年10月10日），在香港大坑村出生，祖籍廣東東莞，1930年代香港著名游泳女將，有「美人魚」之稱。是首位代表中國參加奧運會泳賽的女運動員。

## 生平
1928年至1936年, 先後就讀新民小學、尊德女子中學, 及法國嬰堂, 即現今聖保祿學校(St.Paul's Convent School)的前身。
1930年9月至10月，未足12歲的楊秀瓊分別在廣州和香港參加四項重要泳賽，締造了亮麗成績，在泳壇一鳴驚人。包括廣東省第三屆全省水運會、香港南華體育會第七屆水運會、全港華人公開游泳賽, 及全港公開渡海泳賽。其中10月14日，她首次參加由尖沙咀游至中環的全港公開渡海泳賽，以32分39秒破紀錄成績，奪得冠軍。是首位在此泳賽以破紀錄成績奪冠的華人。
1931年,她再度參加全港公開渡海賽, 屈居亞軍。1932年, 第三次參加, 重奪此賽事的冠軍寶座。
1933年10月，代表香港參加在南京舉行的第五屆全國運動會，囊括了全部五項女子游泳冠軍，包括50米自由泳、100米自由泳、100米背泳、200米蛙泳,和200米四人接力賽, 引起轟動，由於她年青健美，被上海報界冠上「美人魚」稱號。
1934年5月，代表中國參加在菲律賓舉行的第十屆遠東運動會，勇奪四項泳賽的冠軍，包括50和100米自由泳、100米背泳、200米四人接力泳，成為女子泳賽全場總冠軍。當中的四人接力賽，頭三程中國隊都落後，憑著她游最後一程，在尾段從後追上才得到第一，為國爭光，所以特別受到稱許，更被不少國民視為民族女英雄。媒體皆大事報導。
1934年7月底至8月初，獲國民政府邀請，北上江西南昌、南京、上海等地表演泳術，及宣傳「新生活運動」。在江西廬山上，獲國民政府主席林森接見嘉許，並合照留念。之後到南京出席首都游泳大賽擔任表演嘉賓，行政院長汪精衛特頒贈銀盃給她，以資獎勵。適逢美國二十世紀霍士影片公司當時正在南京拍攝有關新生活運動的紀錄片，因此把楊秀瓊的游泳表演拍攝下來，成了她在1934年留下的珍貴影像紀錄。此段影片現時可在youtube觀看。
1935年10月，再次代表香港參加在上海舉行的第六屆全國運動會，奪得100米自由泳及100米泳背冠軍。
1936年8月，代表中國參加第十一屆柏林奧運會，共完成了兩項泳賽，包括100米自由泳和100米背泳。雖然在預賽已遭淘汰，但在100米背泳的成績，打破了全國紀錄,快出1秒。該紀錄是她1935在全運會所創。
1937年7月29日, 在香港參加南華體育會第三次水上游藝會, 在50米自由泳游出33秒全國新紀錄, 但因中日爆發戰爭, 原定當年10月10日舉行的全國運動會取消, 楊秀瓊無緣再出征全運會。
1938年12月27日，與著名騎師陶栢林，於香港大酒店舉行訂婚儀式。
1939年9月21日, 她參加香港南華體育會的第十四屆周年水運會, 在100米背泳得到冠軍。相信這是她最後一次參加泳賽。
1939年11月5日，楊秀瓊和陶栢林在跑馬地聖瑪加利大堂舉行婚禮。婚後育有一子一女。1941年6月，傳出二人感情破裂。
根據日本於1988年解密的軍方檔案顯示：1942年9月至1943年4月，香港被日軍佔領期間，楊秀瓊投身抗日情報工作，暗中為重慶的國民政府擔任特別情報員，在香港收集日軍情報。遺憾這情報組織運作至1943年4月被日軍偵破。5月1日楊秀瓊在日本憲兵隊本部接受調查。
1943年10月，楊秀瓊到了上海生活及為當地的體育會工作。 她為何從香港到了上海生活？以及這期間在上海的情況，至今仍缺乏資料研究。
抗戰勝利後，楊秀瓊於1946年4月，在上海任職《僑聲報》記者，同年6 月轉任行政院善後救濟總署財務廳文員。
1947年10月13日，在香港冼秉熹律師樓與陶栢林辦理離婚手續，一對子女歸楊秀瓊撫養。
1948年10月，楊秀瓊在上海再婚，第二任丈夫是印尼華僑商人陳真廣。婚後隨即移居泰國，間中回香港處理事務。在泰國誕下兩名女兒。
約於1953年，楊秀瓊與丈夫及四名子女回到香港定居。除了協助丈夫打理業務，還參與天主教會慈善工作。1962年，香港拯溺總會成立女子部，她擔任首屆主席，連任四年，至1966年底。1966年7月, 第二屆英聯邦皇家救生會會議在英國倫敦召開, 香港拯溺總會派出五名代表參加, 楊秀瓊是唯一的女代表。
1968年2月28日，楊秀瓊獲英聯邦總部頒發勞績勳章，及由蒙巴頓元帥簽署的獎狀。以表揚她對香港拯溺服務的貢獻。
1978年與家人正式移居加拿大溫哥華。1982年10月10日，被發現在住所一道高梯下昏迷，送院後證實身亡，享年63歲，安葬於溫哥華海景墓園。家人懷疑事發時她站在高梯上，想拿取放在高處的物件，不慎失足墮地，由於當時家裡沒有其他人，失救離世。